# 2009年史丹利盃總決賽
2009年史丹利盃總決賽，是決定2008-09年NHL球季總冠軍的比賽。雙方是東岸代表匹茲堡企鵝及西岸代表底特律紅翼，兩隊以7盤4勝制決定冠軍誰屬。賽事在5月30日開始舉行。

## 比賽

### 第一場
底特律紅翼3-2匹茲堡企鵝

### 第二場
底特律紅翼3-1匹茲堡企鵝

### 第三場
匹茲堡企鵝4-1底特律紅翼

### 第四場
匹茲堡企鵝4-2底特律紅翼

### 第五場
底特律紅翼5-0匹茲堡企鵝

### 第六場
匹茲堡企鵝2-1底特律紅翼

### 第七場
匹茲堡企鵝2-1底特律紅翼